# Hermon Atkins MacNeil

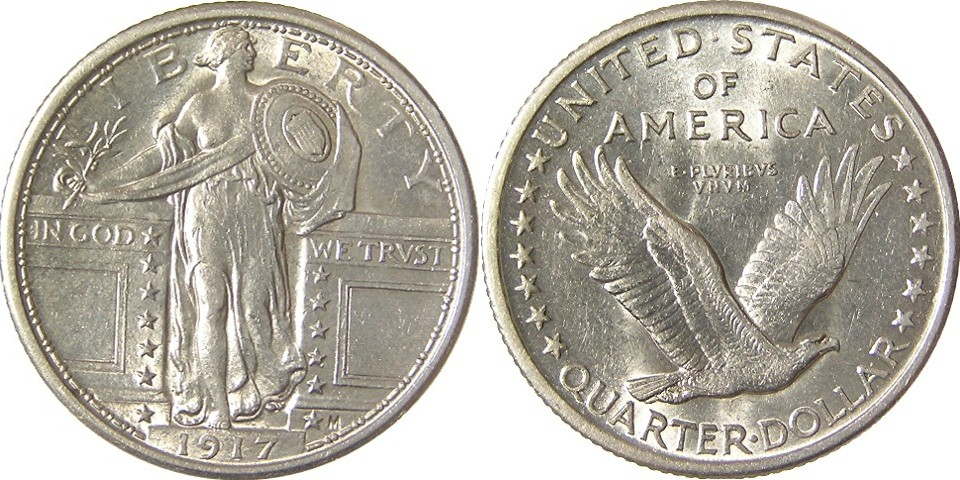
Standing Liberty Quarter mit dem Initial von Hermon Atkins MacNeil

Hermon Atkins MacNeil (* 27. Februar 1866 in Everett, Massachusetts; † 2. Oktober 1947 in Queens, New York City) war ein US-amerikanischer Bildhauer des 19. und 20. Jahrhunderts. MacNeil kennzeichnete seine Arbeiten mit dem Initial M.

## Leben

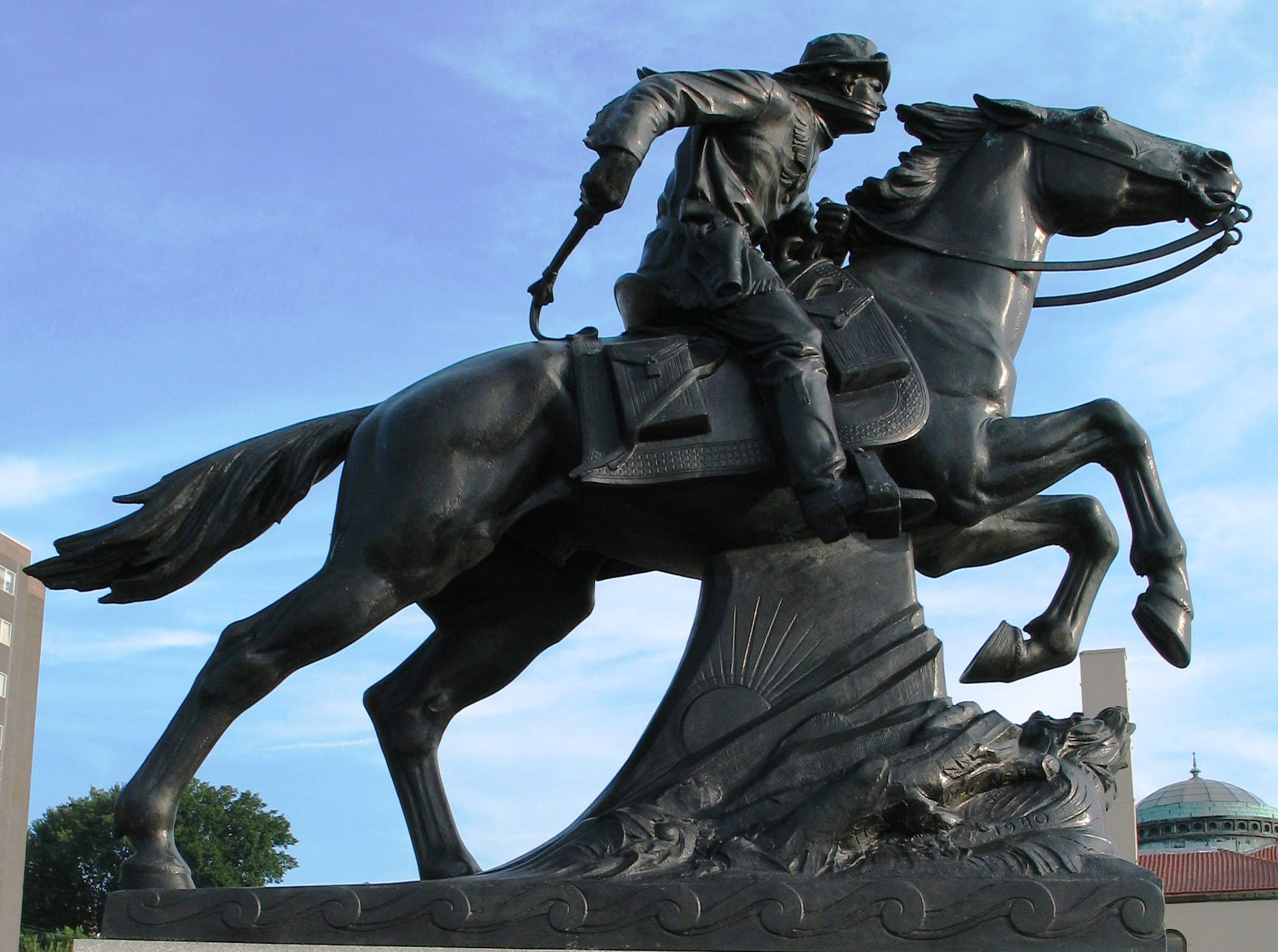
Statue zu Ehren des Pony-Express

MacNeil war von 1886 bis 1889 Lehrer der Industrie Art an der Cornell University in Ithaca, New York, und studierte später bei den bekannten französischen Bildhauern Henri Chapu und Alexandre Falguière in Paris. In die Vereinigten Staaten zurückgekehrt arbeitete er als Assistent unter Philip Martiny, wo er Modelle für die World Columbian Exposition im Jahre 1893 anfertigte. Drei Jahre später bekam MacNeil das Rinehart Stipendium und konnte darauf vier Jahre in Rom studieren. Eine seiner wichtigsten Arbeiten war die Skulptur in Columbus, Ohio, zu Ehren des Präsidenten William McKinley. Eine seiner letzten Arbeiten war die Statue, gewidmet für den Pony-Express, im Jahre 1940 in St. Joseph, Missouri.
Hermon Atkins MacNeil war mit der Bildhauerin Carol Brooks (1871–1944) verheiratet. Diese gehörte den White Rabbits an, die unter Lorado Taft studierten und Skulpturen für die World’s Columbian Exposition schufen.

## Ehrungen
- 1906 Mitglied der American Academy of Arts and Letters.